# Hylliekrokens Golfcenter
Hylliekrokens Golfcenter är en golfanläggning och golfklubb i Limhamn i Malmö. Banan är en 9-håls Pay and play-bana med ondulerade greener. Banan byggdes 1965 och hålen är mellan 80 och 150 meter. Klubben tillämpar dagsgreenfee.

## Anläggningen
Golfanläggningen omfattar:
- Niohåls korthålsbana
- Driving range med belysning & värme
- Träningsområde
- Café
- Golfbutik
- Kursverksamhet